# Champagnac-la-Rivière
 Champagnac-la-Rivière  (en occitano Champanhac) es una población y comuna francesa, situada en la región de Lemosín, departamento de Alto Vienne, en el distrito de Rochechouart y cantón de Oradour-sur-Vayres.

## Demografía
| 855 | 801 | 678 | 662 | 576 | 557 | 558 |
| Para los censos de 1962 a 1999 la población legal corresponde a la población sin duplicidades (Fuente: INSEE [Consultar]) |     |     |     |     |     |     |